# Russas (ort)
Russas är en ort i Brasilien.   Den ligger i kommunen Russas och delstaten Ceará, i den östra delen av landet, 1 600 km nordost om huvudstaden Brasília. Russas ligger 26 meter över havet och antalet invånare är 39 465.
Terrängen runt Russas är platt. Russas är det största samhället i trakten.
Omgivningarna runt Russas är huvudsakligen savann. Runt Russas är det ganska tätbefolkat, med 120 invånare per kvadratkilometer.